# 陈西林
陈西林（1867年—1946年）字荫东，原名敬翰，山东省惠民县人，清朝及中华民国铁路工程师。

## 生平
陈西林惠民县大年陈镇大年陈村人。祖父陈遵典是地主，陈遵典时代陈家已是当地的名门大户。陈遵典育有一子陈祖道。陈祖道生有四子，陈西林排行第二。陈西林的大哥陈敬龄常年住在大年陈村照管祖业。清朝光绪元年（1875年），8岁的陈西林入本村私塾读书。光绪十三年（1887年）20岁时中秀才。光绪十五年（1889年）考录天津北洋武备学堂，两年后学堂考核优等，赏给六品功牌。但因身体素质欠佳,无法胜任军队要求，乃进入新设的北洋武备学堂铁路工程科学习。1893年毕业，考列优等，赏五品顶戴，领毕业文凭，被李鸿章派到北洋铁轨官路总局实习。两年后，经津卢铁路（由天津经丰台至卢沟桥的铁路）督办大臣调派，在詹天佑指导下帮办勘测及工程事宜。不久他便成为詹天佑倚重的助手。他曾任关内外铁路帮工程司。
1901年，八国联军退出北京，逃亡西安的慈禧太后回北京后，宣布要乘火车到清西陵祭祖。她命令修筑一条高碑店至易县的新易铁路供祭祖时乘坐，由袁世凯负责修筑铁路事宜，要求在6个月内竣工。袁世凯本想请英国工程师克劳德·威廉·金达主持修路，但遭法国反对。由于英法两国相持不下，1902年10月19日袁世凯任命詹天佑为总工程师，与陈西林等人以四个月时间及低成本建成了这条37公里长的铁路，这是首条由中国人自行修建的铁路。
此时，英俄两国都欲夺得京张铁路的路权，直隶总督袁世凯利用英俄矛盾，在1902年与英国达成协议，使得京张铁路由中国自行修筑被写入条约。但俄国却将此视为英国预谋中国北方铁路的幌子，乃向清廷外务部提出抗议。为安抚俄国情绪，清廷命袁世凯与英国重新协商，协商结果是京张铁路完全不用外国资本，于是俄国不再争辩。随后三年内，不少商人争修铁路，列强也未死心，袁世凯乃在1905年农历四月初八日上奏朝廷称，京张铁路关系紧要，亟宜及时开办。经清廷同意后，袁世凯同月在天津设京张铁路局，派陈昭常为总办，詹天佑为会办（相当于副局长）兼总工程司，筹备筑路事宜，决定“此路即作为中国筹款自造之路，亦不用洋工程师经理”。
1905年5月，詹天佑在《京张铁路初测报告和预算》中写道：“……当前最重要的是调来工程师邝景扬、陈西林、沈琪和……尽最多地提供工程方面的学员。”1905年7月1日早晨，詹天佑面见直隶总督袁世凯，要求“请立即调用陈西林”，袁世凯随即同意。7月19日，陈西林到天津见詹天佑。1905年7月20日（光绪卅一年六月十八日），陈西林被任命为京张铁路帮工程司。随即他被派往工程状况最复杂的青龙桥段，详勘詹天佑初定的三条线路。
陈西林到达当地后，即率工程技术人员在悬崖上定点、制表。陈西林白天翻山越岭，晚上伏在油灯下绘图计算，有时一天工作十五、六个小时，甚至通宵工作。最终他测出了较理想的施工线路，随即用英文致信詹天佑，邀请詹天佑尽快来该处查看。詹天佑在1905年8月1日的日记中写道：“接到陈西林来信说，他已测量另一条路线，从青龙桥绕经黄土岭后到达小张家口，从那里到炮上附近与原测路线联接，他邀我前往察看……”
1905年8月4日，詹天佑抵达青龙桥观察比较线。次日即8月5日，詹天佑在日记中记载：“经过各种方案进行研究后，我们决定将原测路线稍加延长”，即“由原测路线走进经过黄土岭路线的入口，然后再退出，走向原测路线去往八达岭”。这将“使路线升高到与117测站相同的高度。我们用此办法，可使八达岭山洞的长度由6000英尺缩短到3000英尺”，从而为政府“约可节省10万银两”。这就是著名的“人”字形路线。因线路设计巧妙实用，缩短工期并节省经费，还成功解决了全线越岭的关键问题。
京张铁路开始筹建后，多名当年天津北洋武备学堂铁路工程班毕业生被派去参与京张铁路勘测和修筑，其中有陈西林、俞人凤、翟兆麟和柴俊畴等。詹天佑在《京张铁路工程纪略》中写道：“本路工程始终出力各员为：正工程司颜君德庆、陈君西林、俞君人凤、翟君兆麟，工程司柴君俊畴、张君鸿诰、苏君以昭、张君俊波，余繁不及备载。”
在京张铁路勘测阶段，詹天佑、陈西林、张鸿诰、徐文炯先详细定线，将整条线路划分成3段，分别派工程司勘测。邝孙谋、俞人凤和柴俊畴主要负责第一段柳村至南口的勘测。颜德庆、陈西林、张鸿诰和苏以昭负责第二段南口至岔道城的勘测，该段是京张铁路最难修的地段，关沟段就在其中。翟兆麟和山海关北洋铁路官学堂毕业生刘锜、李鸿年和耿瑞芝负责第三段岔道城至张家口的勘测，该段中的鹞儿梁山峭坡陡，修筑难度不下于关沟段，詹天佑曾亲自参与此处的选线比对。京张铁路先后共修4条支线，京门支线和鸡鸣驿煤矿支线均是为煤炭运输而建。陈西林在总工程司詹天佑的领导下，参与了“之”字线、京门支线的勘测。
1905年10月2日，京张铁路在丰台正式动工修建。詹天佑和陈西林宣称：“修筑京张铁路的工程师不仅已经出世，而且现在存于世也。”1905年12月12日，第一段工程自丰台柳村开始铺轨。詹天佑邀陈西林与他一起前往主持。詹天佑在日记中写道：“铺轨工程开始，与陈工程师去丰台主持开工。我打下第一颗道钉，位于第三根枕木右轨外侧，陈工程师打下对面钢轨外侧道钉……”
铁路开工后，全体筑路人员克服了资金不足等困难，完成了居庸关和八达岭这两处艰巨的隧道工程。1909年8月11日，京张铁路建成，10月2日完成通车，施工时间较原计划缩短两年，建造成本较预算节省约29万两白银。铁路总花费只有外国承包商以往索取费用的五分之一。京张铁路建成后,有关部门向朝廷申领奖励,陈西林列工程师第二位。
1909年10月2日，为庆祝京张铁路通车举办南口茶会，万余名中外来宾出席。社会各界代表纷纷致辞，祝贺京张铁路通车。其中广东省代表朱淇说：“京张铁路建筑之初，外国人著论于报纸：中国造此铁路之工程师尚未诞生也。一时五洲传为笑谈。今者，詹陈两君独运匠心，筑成此路，可谓能与中国人吐气矣！铁路既可以中国人独立筑之，将来一切矿务、机器、制造业，皆可以中国人自为之。吾今日为铁路祝，并为全国之矿务、山林、机器、工厂祝也。有开必先，其今日京张铁路之谓乎？”1909年10月15日（宣统元年九月二日），陈西林以正工程司分省试用同知。
京张铁路通车后不久，清政府决定展修张绥铁路，以期与京张铁路连为一线，形成西北铁路大动脉。张绥铁路修建初期，詹天佑任总工程司，陈西林任副总工程司。一年后，詹天佑调任粤汉铁路总工程司，改由陈西林负责张绥铁路的修筑。1911年3月，陈西林任京张张绥铁路副总工程司。不久辛亥革命爆发，列强停发来自铁路的“奉利”，张绥铁路资金无法为继，工程停工。因政局动荡，该铁路工程修修停停。1914年（民国三年），陈西林参与大同至丰镇段铁路勘测、选线并主持施工。1915年组织修建北京环城铁路。1916年8月任京张张绥铁路管理局总工程司。1917年，张绥铁路即将复工，陈西林任京绥铁路总工程司兼工务处处长。1918年7月，参与宣化支线铁路勘测并主持施工。陈西林还曾任京绥铁路管理局副局长（1918年）、铁路协会交际干事（1920年）等职。
张绥铁路选线因路况复杂而遇到不少困难。陈西林发挥自己擅测绘的专长，使张绥铁路施工按期展开。后来陈西林在京绥铁路通车典礼演说词中称：“……北路因出口上坝，坡度太陡不宜筑路，张绥择线，应测中南两路比较择用。初勘往返，中南两线，测得中路；东半有鹅岭坝，西半有老爷坝，均属非常艰险。坡度太陡，不宜筑路。”陈西林率人勘测6个月，终于找到了合理路线：“南线取东半段，由张家口到大同，中线取西半段，由丰镇至绥远，中间的连接线则从大同修到丰镇。虽然二者间相距百余里，但有河流相为沟通，整体坡度亦应无问题。”陈西林对路面百分之一的坡度尚嫌陡峭，所以在丰平段竣工后，继续寻找平缓路段，最终在沿霸王河岸找到。经陈西林细致勘测，张绥铁路除关沟段难以避让陡坡外，其他陡坡全部避去。
在京绥铁路即将通车时，铁路局又筹备展筑铁路至包头。为筹措铁路资金，北洋政府决定10年内募集京绥铁路建设公债500万元，以充铁路建设公款。1919年，陈西林以总工程司兼副局长的名义号召铁路职工参加，并带头认购，这对此路建成通车发挥了促进作用。一次在筑路时，国家拨款一时没有到位，工人工资无法发放，陈西林乃将自己的积蓄借给国家救急。
1921年，交通部门计划为行驶在八达岭关沟段的列车购置10辆牵引机车。当时中国国内政治腐败，交通部及铁路局官员借此机会收受大量回扣。陈西林无力阻止，乃自请退职。此后陈西林定居北京（1928年更名北平）。抗日战争时期，日军占领北平，日本扶植的傀儡政权官员频繁登门拜访，希望陈西林出任铁路系统伪职。当时陈家人口众多，缺少经济来源，生活较清苦，但陈西林仍多次以年老多病为由拒绝出任伪职。
1946年，陈西林因患食道癌在北平病逝，享年79岁。